# Maraton kratkometražnih filmova
Maraton kratkometražnih filmova međunarodna je filmska manifestacija.
Manifestacija je proizišla iz inicijative "Najkraći dan" (Le jour le plus court) koju su 2012. godine pokrenuli francuski Nacionalni centar za kinematografiju (Centre national du cinéma et de l'image animée) i Agencija za kratkometražni film (l'Agence du court métrage) s ciljem cjelodnevne promidžbe bogatog repertoara kratkometražnog filma diljem Francuske. Za dan promidžbe simbolično je odabran najkraći dan u godini, dan zimskog solsticija.
Nakon uspjeha manifestacije u Francuskoj inicijativi se priključilo više europskih zemalja. U Hrvatskoj Maraton kratkometražnih filmova organizira Hrvatski audiovizualni centar u suradnji s Hrvatskom mrežom neovisnih kinoprikazivača, a odvija se u više hrvatskih gradova.

## Vanjske poveznice
Mrežna mjesta
- Prvi Maraton kratkometražnih filmova (2013.)
- Drugi Maraton kratkometražnih filmova (2014.)
- Treći maraton kratkometražnih filmova (2015.)
- Četvrti Maraton kratkometražnih filmova (2016.)
- Peti Maraton kratkometražnih filmova (2017.)